# انداد
انداد (مشهد)، روستایی از توابع بخش مرکزی شهرستان مشهد در استان خراسان رضوی ایران است.
قدمت این روستا به دوران هخامنشیان و ساسانیان باز می گردد و چندین مرتبه بخاطر جنگ ، سیل و زلزله روستا بطور کلی تخریب شده و پس از ان در مکانی جدیدبا فاصله ی کمی از مکان قبلی بازسازی شده .
مردم روستا اغلب به شغل کشاورزی ، دامداری وپیشه وری مشغول هستند . متاسفانه با اینکه به شهرمشهد بسیار نزدیک می باشد هنوز دچار محرومیت های فراوانی می باشد .
اکثر مردم انداد به زبان فارسی صحبت میکنند و گفته میشود از نسل سامانیان می باشند در قرن ها پیش تعداد زیادی از طوایف کرمانجی و ترکمن ها و هچنین چندین خانواده از شیراز و درگز به این مکان کوچانده شده اند که طی سالیان دراز اختلاط نژادی که پیش امده در هم ادغام شده اند و اثری از تفاوت نژادی یا لهجه و زبان باقی نمانده است .‌
انداد از نظر صنعتی در صورت سرمایه گذاری بخش خصوصی و دولتی و همچنین ایجاد زیر ساخت های گردشگری  می تواند نگین درخشانی در استان خراسان رضوی باشد .
اما متاسفانه به دلیل نبود حمایت های لازم بابت جذب سرمایه گذار و کمبود اشتغال تعداد زیادی ازمردم انداد به شهر های مجاور مهاجرت کردند.
شایعه ایی وجود دارد مبنی براینکه مادر کوروش کبیربار ها به اتشکده ایی قدیمی که دراطراف این روستا وجود داشته مراجعه میکرده که متاسفانه بجز تلی از سنگ و خاک چیز دیگری باقی نمانده است .در سالها قبل عده ایی سود جو بقایای اتشکده ی مقدس را تخریب و مکان انرا به زمین کشاورزی تبدیل کرده اند .

## جمعیت
این روستا در دهستان درزآب قرار دارد و براساس سرشماری مرکز آمار ایران در سال ۱۳۸۵، جمعیت آن ۷۰۰ نفر (۱۶۵خانوار) بوده‌است.